# Sepise
Sepise est un village d'Estonie situé dans la commune de Kihelkonna du comté de Saare.